# 2000년 하계 패럴림픽
2000년 하계 패럴림픽(영어: 2000 Summer Paralympics, XI Paralympic Games)은 2000년 10월 18일부터 10월 29일까지 오스트레일리아 시드니에서 개최된 하계 패럴림픽이다.

## 참가국
2000년 하계 패럴림픽에 참가한 국가는 총 123개국이다. 바베이도스, 베냉, 캄보디아, 엘살바도르, 라오스, 레바논, 레소토, 마다가스카르, 말리, 모리타니, 몽골, 팔레스타인, 르완다, 사모아, 통가, 투르크메니스탄, 바누아투, 베트남 18개국이 처음으로 하계 패럴림픽에 참가하였다. 이외에 당시 유엔의 지원을 통해 인도네시아로부터 독립을 준비하고 있던 동티모르 선수단이 패럴림픽 독립 선수단 형식을 띤 개인 선수단 자격으로 참가했다.
| - 알제리 - 앙골라 - 아르헨티나 - 아르메니아 - 오스트레일리아 (개최국) - 오스트리아 - 아제르바이잔 - 바레인 - 바베이도스 - 벨라루스 - 벨기에 - 베냉 - 버뮤다 - 보스니아 헤르체고비나 - 브라질 - 불가리아 - 부르키나파소 - 캄보디아 - 캐나다 - 칠레 - 중국 - 중화 타이베이 - 콜롬비아 - 코스타리카 - 코트디부아르 - 크로아티아 - 쿠바 - 키프로스 - 체코 - 덴마크 - 에콰도르 | - 이집트 - 엘살바도르 - 에스토니아 - 페로 제도 - 피지 - 핀란드 - 마케도니아 공화국 - 프랑스 - 독일 - 영국 - 그리스 - 온두라스 - 홍콩 - 헝가리 - 아이슬란드 - 인도 - 개인 참가 (동티모르) - 인도네시아 - 이란 - 이라크 - 아일랜드 - 이스라엘 - 이탈리아 - 자메이카 - 일본 - 요르단 - 카자흐스탄 - 케냐 - 쿠웨이트 - 키르기스스탄 - 라오스 | - 라트비아 - 레바논 - 레소토 - 리비아 - 리투아니아 - 마카오 - 마다가스카르 - 말레이시아 - 말리 - 모리타니 - 멕시코 - 몰도바 - 몽골 - 모로코 - 네덜란드 - 뉴질랜드 - 나이지리아 - 노르웨이 - 오만 - 파키스탄 - 팔레스타인 - 파나마 - 파푸아뉴기니 - 페루 - 필리핀 - 폴란드 - 포르투갈 - 푸에르토리코 - 카타르 - 루마니아 - 러시아 | - 르완다 - 사모아 - 사우디아라비아 - 시에라리온 - 싱가포르 - 슬로바키아 - 슬로베니아 - 남아프리카 공화국 - 대한민국 - 스페인 - 스리랑카 - 스웨덴 - 스위스 - 시리아 - 태국 - 통가 - 튀니지 - 튀르키예 - 투르크메니스탄 - 우간다 - 우크라이나 - 아랍에미리트 - 미국 - 우루과이 - 바누아투 - 베네수엘라 - 베트남 - 유고슬라비아 - 잠비아 - 짐바브웨 |

## 종목
| - 골볼 - 농구 - 럭비 - 배구 - 보치아 - 사격 - 사이클 - 수영 - 승마 | - 양궁 - 요트 - 유도 - 육상 - 축구 - 탁구 - 테니스 - 파워리프팅 - 펜싱 |

## 메달 집계
| 순위 | 국가           | 금메달 | 은메달 | 동메달 | 합계 |
| ---- | -------------- | ------ | ------ | ------ | ---- |
| 1    | 오스트레일리아 | 63     | 39     | 47     | 149  |
| 2    | 영국           | 41     | 43     | 47     | 131  |
| 3    | 캐나다         | 38     | 33     | 25     | 96   |
| 4    | 스페인         | 38     | 30     | 38     | 106  |
| 5    | 미국           | 36     | 39     | 34     | 109  |
| 6    | 중국           | 34     | 22     | 17     | 73   |
| 7    | 프랑스         | 30     | 28     | 28     | 86   |
| 8    | 폴란드         | 19     | 22     | 12     | 53   |
| 9    | 대한민국       | 18     | 7      | 7      | 32   |
| 10   | 독일           | 16     | 41     | 38     | 95   |

## 사건 및 논란
2000년 하계 패럴림픽 지적 장애 농구에서 금메달을 획득했던 스페인 농구 대표팀 선수 12명 가운데 10명이 지적 장애가 없는 부적격 선수로 밝혀졌다. 이 사건으로 인해 스페인은 금메달을 박탈당했고 금메달의 주인은 공석으로 남게 되었다. 국제 패럴림픽 위원회(IPC)에서는 지적 장애인 선수의 참가 자격을 결정하는 데에 심각한 어려움이 있기 때문에 한동안 지적 장애인 선수의 패럴림픽 참가를 금지시켰다. 지적 장애인 선수의 패럴림픽 참가 금지 조치는 2012년 하계 패럴림픽에서 폐지되었다.

## 같이 보기
- 2000년 하계 올림픽